# صموئيل باتلر (قسيس)
صموئيل باتلر (بالإنجليزية: Samuel Butler) (و. 1774 – 1839 م) هو قسيس، وباحث في تاريخ العصور الكلاسيكية، وكاتب من المملكة المتحدة لبريطانيا العظمى وأيرلندا، ومملكة بريطانيا العظمى، كان عضوًا في الجمعية الملكية، توفي في شروزبري، عن عمر يناهز 65 عاماً.

## مناصب
تولى منصب Bishop of Lichfield ‏
.

## التعليم
تعلم في كلية سانت جونز، وتعلم في مدرسة رغبي ‏
.

## جوائز
حصل على جوائز منها:

زميل في الجمعية الملكية

## روابط خارجية
- صموئيل باتلر على موقع إن إن دي بي (الإنجليزية)